# Сагат (село)
Сагат (каз. Сағат) — село в Урджарском районе Абайской области Казахстана. Входит в состав Каракольского сельского округа. Код КАТО — 636467400.

## Население
В 1999 году население села составляло 355 человек (180 мужчин и 175 женщин). По данным переписи 2009 года, в селе проживали 384 человека (199 мужчин и 185 женщин).